# Saint-Viâtre
Saint-Viâtre település Franciaországban, Loir-et-Cher megyében. Lakosainak száma 1185 fő (2022. január 1.). Saint-Viâtre Chaumont-sur-Tharonne, La Ferté-Beauharnais, La Ferté-Imbault, Marcilly-en-Gault, Neung-sur-Beuvron, Nouan-le-Fuzelier és Salbris községekkel határos.

## Népesség
A település népessége az elmúlt években az alábbi módon változott:
| Lakosok száma | 1245 | 1162 | 1063 | 1188 | 1285 | 1236 | 1196 | 1180 | 1181 | 1185 |
|               | 1968 | 1982 | 1990 | 2006 | 2013 | 2015 | 2017 | 2019 | 2020 | 2022 |